# ゴック・ラン
ゴック・ラン（ベトナム語: Ngọc Lan、本名: マリア・レ・タン・ラン Maria Lê Thanh Lan、1956年12月28日 - 2001年3月6日）は、ベトナム共和国（南ベトナム）ニャチャン出身の歌手・作詞家である。

## 最期
長きにわたる多発性硬化症と視力障害に苦しみ、2001年3月6日午前8時25分、南カリフォルニアのハンティントンビーチにあるベンカー病院にて逝去。 